# Vaccinium tenellum
Vaccinium tenellum är en ljungväxtart som beskrevs av William Aiton. Vaccinium tenellum ingår i Blåbärssläktet, och familjen ljungväxter. Inga underarter finns listade i Catalogue of Life.

## Bildgalleri

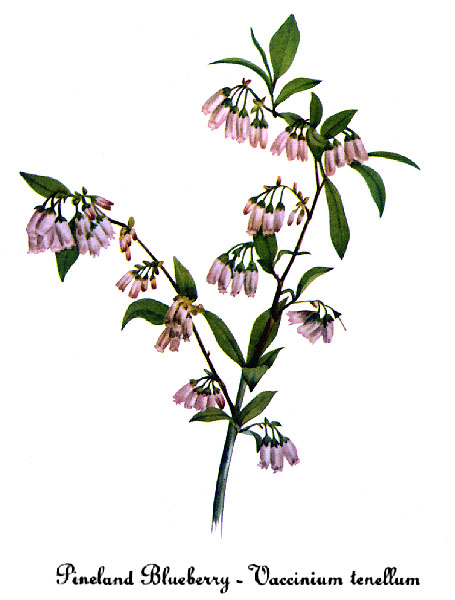